# Celownik schodkowy

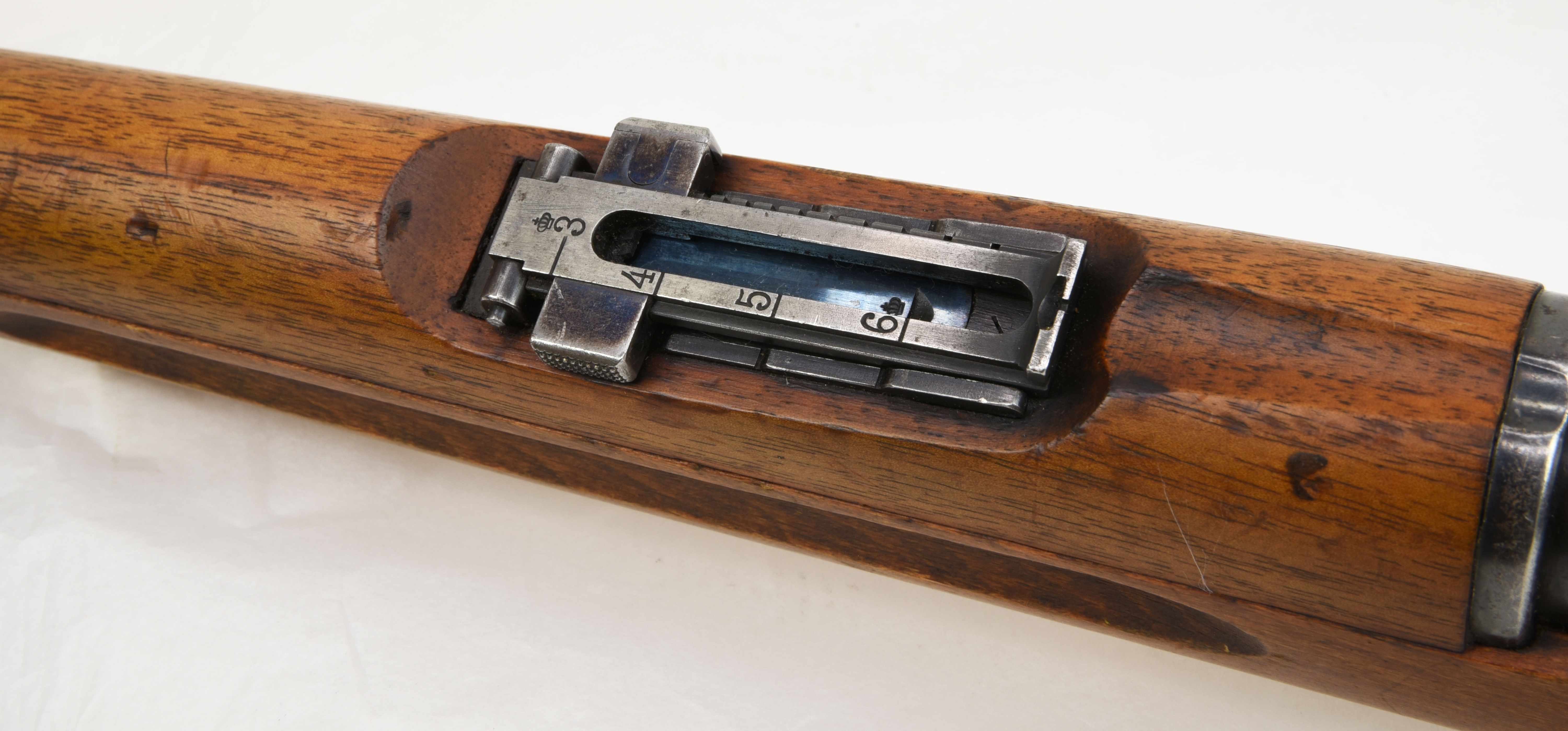
Złożony celownik ramkowo-schodkowy (w tym ustawieniu funkcjonujący jak celownik schodkowy)

Celownik schodkowy – mechaniczny celownik strzelecki, w którym szczerbinka (lub przeziernik) umieszczone są na końcu unoszonego na zawiasie ramienia. Podstawa celownika zakończona jest serią schodków umieszczonych na różnej wysokości.
Nastawę reguluje się poprzez przesunięcie suwaka znajdującego się na ramieniu celownika i oparciu go o odpowiedni schodek. Przesunięcie suwaka powoduje podniesienie lub obniżenie szczerbinki/przeziernika względem osi lufy. Celowniki schodkowe stosowane były dawniej w karabinach i wyparte zostały przez wygodniejsze w obsłudze krzywkowe.